# Мигаль, Андрей Иванович
Андрей Иванович Мигаль (1910—1963) — майор Рабоче-крестьянской Красной Армии, участник Великой Отечественной войны, Герой Советского Союза (1943).

## Биография
Андрей Мигаль родился 2 июля 1910 года в селе Васютинцы (ныне — Чернобаевский район Черкасской области Украины). Окончил пять классов школы. В 1932—1936 годах проходил службу в Рабоче-крестьянской Красной Армии. В 1941 году Мигаль повторно был призван в армию. С июня того же года — на фронтах Великой Отечественной войны. В 1943 году он окончил курсы младших лейтенантов.
К июлю 1943 года старший лейтенант Андрей Мигаль командовал стрелковой ротой 428-го горнострелкового полка 83-й горнострелковой дивизии 56-й армии Северо-Кавказского фронта. Отличился во время освобождения Краснодарского края. 24-25 июля 1943 года рота Мигаля участвовала в бою к югу от станицы Неберджаевская Крымского района, захватила две важных высоты, 19 пулемётов и 2 артиллерийских орудий, взяв в плен 35 вражеских солдат и офицеров. В том бою Мигаль лично уничтожил большое количество солдат и офицеров противника.
Указом Президиума Верховного Совета СССР от 25 октября 1943 года за «образцовое выполнение боевых заданий командования на фронте борьбы с немецкими захватчиками и проявленные при этом мужество и героизм» старший лейтенант Андрей Мигаль был удостоен высокого звания Героя Советского Союза с вручением ордена Ленина и медали «Золотая Звезда» за номером 1158.
После окончания войны в звании майора Мигаль был уволен в запас. Вернулся на родину. Умер 17 ноября 1963 года, похоронен в Васютинцах.
Был также награждён орденом Красной Звезды и рядом медалей.
В честь Мигаля названа улица в его родном селе.